# Cantón de Hatley
Hatley es un municipio-cantón de la provincia de Quebec, Canadá y es una de las 1135 municipalidades en las que está dividido administrativamente el territorio de dicha provincia. Cálculos gubernamentales estiman que en fecha del 1° de julio de 2011 en la municipalidad habían 1919 habitantes. Hatley se encuentra en el municipio regional de condado de Memphrémagog y a su vez, en la región administrativa de Estrie. Hace parte de las circunscripciones electorales de Orford a nivel provincial y de Compton-Stanstead a nivel federal.